# Jüdische Gemeinde Rees
Die Jüdische Gemeinde Rees in der niederrheinischen Stadt Rees hat vom 18. Jahrhundert an bestanden, jüdisches Leben ist aber bereits seit dem Jahr 1346 in der Stadt dokumentiert. Wie in vielen anderen Orten wurde die jüdische Gemeinde Rees durch die Gräueltaten der Nationalsozialisten vor und im Zweiten Weltkrieg zerstört. Nach 1945 wurde die jüdische Gemeinde bisher nicht wieder aufgebaut. In einem Ortsteil von Rees lebten aber noch bis in die 1970er Jahre wenige Juden.

## Geschichte

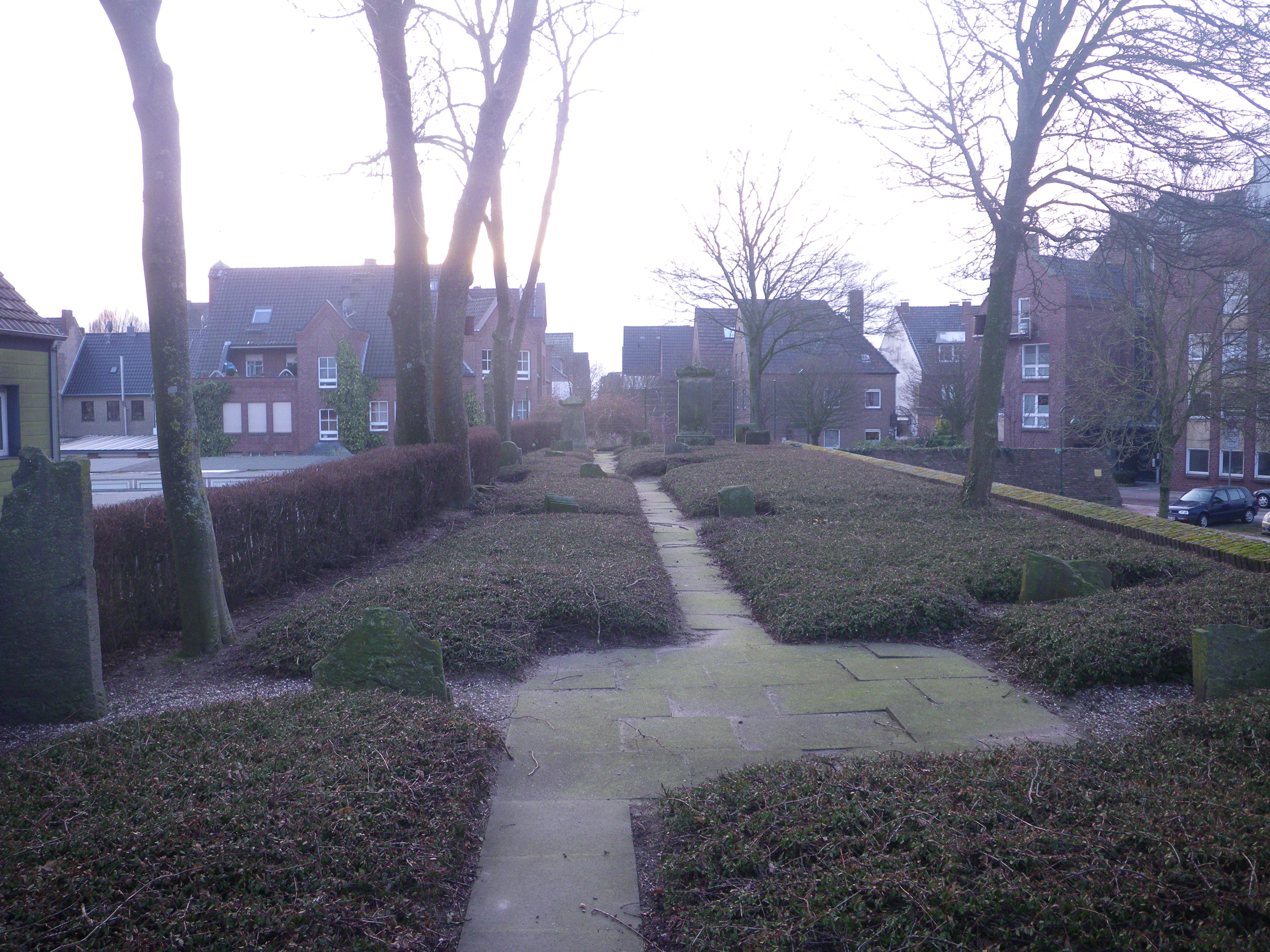
Alter jüdischer Friedhof auf der Stadtmauer

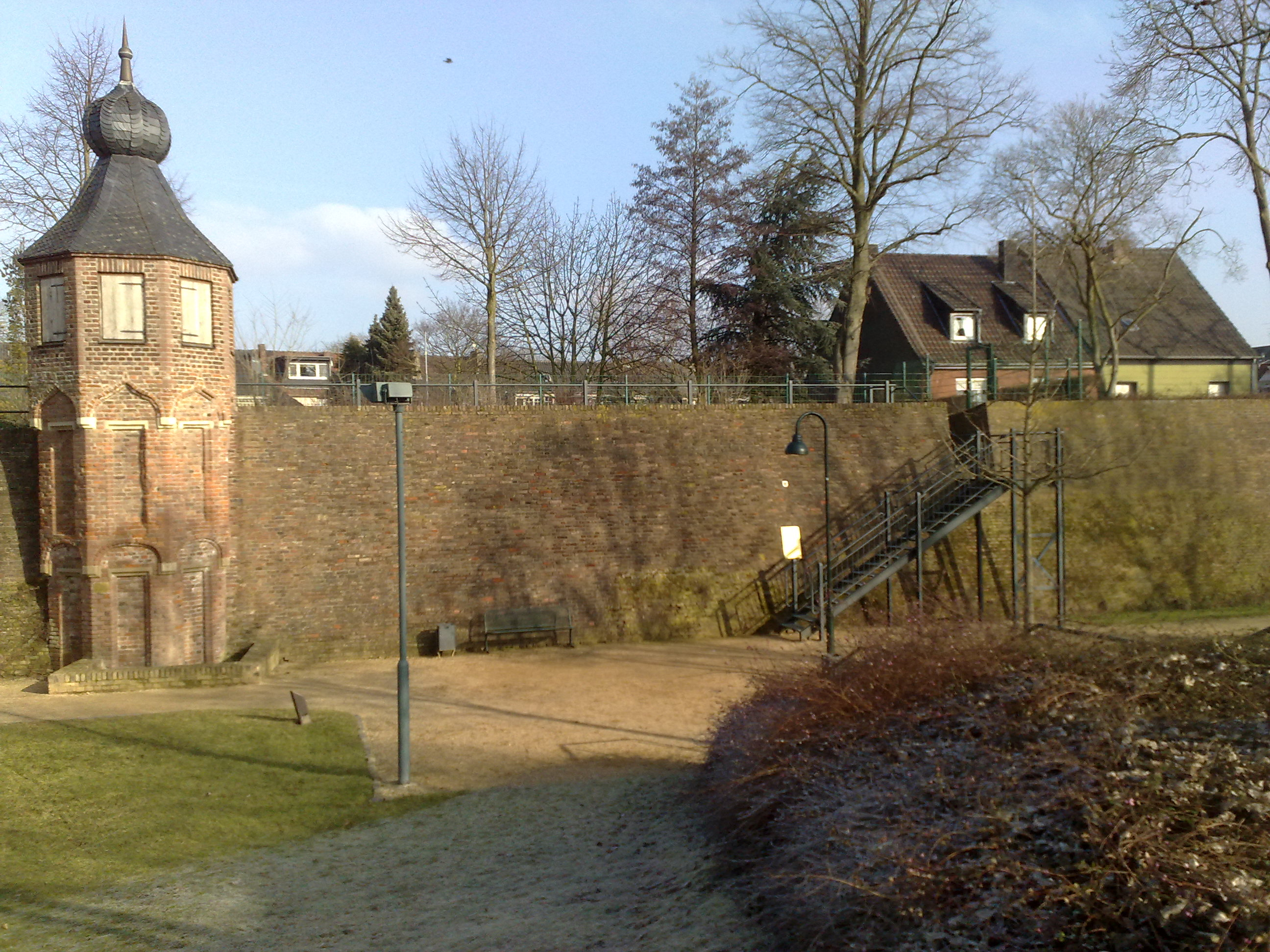
Aufgang zum alten jüdischen Friedhof in Rees

### 14. Jahrhundert bis 1933
Spätestens seit dem 14. Jahrhundert gibt es jüdisches Leben in Rees. Im Jahr 1346 wurde der jüdische Bürger Salomon, genannt „Vynes von Rees“, urkundlich erwähnt. Auch nach dem Pestpogrom von 1349 sollen sich in der Stadt vereinzelt Juden aufgehalten haben; da sie nur wenige Berufe ausüben durften, waren sie hier überwiegend als Händler und Geldverleiher tätig. 1431 erhielt ein Mann namens Samuel von Arnheim von den Grafen und Herzögen von Kleve-Mark einen Schutzbrief.

Der Magistrat der Stadt Rees beschloss 1549, keine Juden in der Stadt zu dulden, eine Ausweisung der Juden wurde am 8. März 1549 durchgeführt.
„… Uff Gunsdagh den 8.Marty 1549 haben Bürgermeister, Scheffen, Rhadt und Geschworene concludirt, daß man hinfüro keine Juden in der Stadt dulden / und da einige nach beschehener Anmahnungh sie die Stadt räumen sollen / sich darinnen finden lassen würden, dieselben gefänglich hinsetzen sollen, bis Rhadt und Geschworene sich erklärt, wie man gegen dieselben verfahren solle. …“ (aus der Ausweisungsverfügung 1549)
Im Jahr 1583 wurden die Juden erneut durch den Rat der Stadt „bei höchster Ungnade und Brüchten (Strafgelder)“ aus der Stadt verwiesen. Nur einigen wenigen jüdischen Mitbürgern wurde ein Aufenthaltsrecht zugestanden. Bis Anfang des 19. Jahrhunderts lebten nur wenige jüdische Familien in Rees.
Im Jahr 1653 wurde ein Mann namens Zaudisch Herz Rechnungsführer der klevischen Juden. Nach dessen Tod übernahm sein Sohn Isaak Zaudi sein Amt. Um das Jahr 1660 lebten zwei Familien jüdischen Glaubens in Rees.
Um 1700 erwarb die Reeser Judenschaft von der Stadt ein Grundstück auf der ca. acht Meter breiten Stadtmauer (am „Weißen Turm“) zur Anlage eines hochwasserfreien jüdischen Friedhofs in Rees. Eine Erweiterung erfuhr dieser Friedhof in den 1780er Jahren. Das Begräbnisgelände diente auch verstorbenen Juden aus Haldern, Isselburg und Millingen als letzte Ruhestätte. Etwa 1870 musste der Friedhof wegen vollständiger Belegung geschlossen werden. Insgesamt sollen auf dem Friedhof etwa 160 Beerdigungen stattgefunden haben. 1872 wurde ein zweiter jüdischer Friedhof an der Weseler Straße errichtet.
In den Jahren 1750/1760 lebten in Rees keine jüdischen Familien. Im Jahr 1812 waren lediglich etwa sechs bis zwölf Familien der Familien Herz, Cohen, Mandel, Marcus, Spier und Wolff ansässig. Zu Beginn des 19. Jahrhunderts lebten nur wenige Familien in Rees. Im Jahr 1812 waren lediglich sechs (vielleicht auch zwölf) Familien ansässig. Ihre Namen sind bekannt: Herz, Cohen, Mandel, Marcus, Spier und Wolff.
Die 126 in Rees lebenden jüdischen Bürger erhielten 1846 ihren festen bürgerlichen Namen. 1847 fand die Zusammenstellung der Statuten für die Synagogengemeinde Rees statt. 1854 war die Konstituierung der Synagogengemeinde Rees (1850 gab es ca. 150 Gläubige) mit den Städten und Ortschaften Emmerich, Isselburg, Haldern, Elten, Hasselt und Millingen. Da der Friedhof auf der Stadtmauer belegt war, wurde 1872 ein zweiter jüdischer Friedhof an der Weseler Straße errichtet.
Im Jahre 1911 zerstörte eine Feuersbrunst das Synagogengebäude in der Oberstadt, das aber kurze Zeit später wieder aufgebaut wurde. Im Jahr 1925 lebten 41 Juden in der Stadt, insgesamt bestand die jüdische Gemeinde aus 59 Gläubigen.

### 1933 bis 1945 – Judenverfolgung und Auslöschung der jüdischen Gemeinde
Zur Zeit der Machtergreifung Adolf Hitlers im Jahr 1933 lebten 55 Juden in der Stadt. Ihre Familiennamen lauteten: Sander, Plaat, Straus, Wolff, Lilienfeld, Isaac, Bernhard, Marcus, Cussel und Gompertz. Die Synagogengemeinde hatte zu dieser Zeit 66 Mitglieder. 1937 lebten nur noch 35 Juden in Rees.
Im November 1938 wurde das Gebäude mit Synagogenraum in der Oberstadt 16 von den Nationalsozialisten zerstört. Kultgegenstände wurden auf die Straße geworfen, die in dem Haus lebende Familie aus dem Haus vertrieben und der Familienvater im Rathaus arrestiert.
Am 10. November 1938 wohnten nur noch ca. 10 Personen jüdischen Glaubens in Rees. Im Jahr 1941 ging das Gebäude in der Oberstadt 16 in den Besitz der Stadt Rees über und blieb auch nach 1945 in deren Besitz. Im Jahr 1941 und 1942 wurden die Familien Sander und Isaac in Konzentrationslager deportiert. Ab Dezember 1941 bis zum Ende der Zeit des Nationalsozialismus lebten keine Juden mehr in Rees.
Die Synagogengemeinde verlor durch den Holocaust 38 ihrer 66 Mitglieder.

### 1945 bis heute

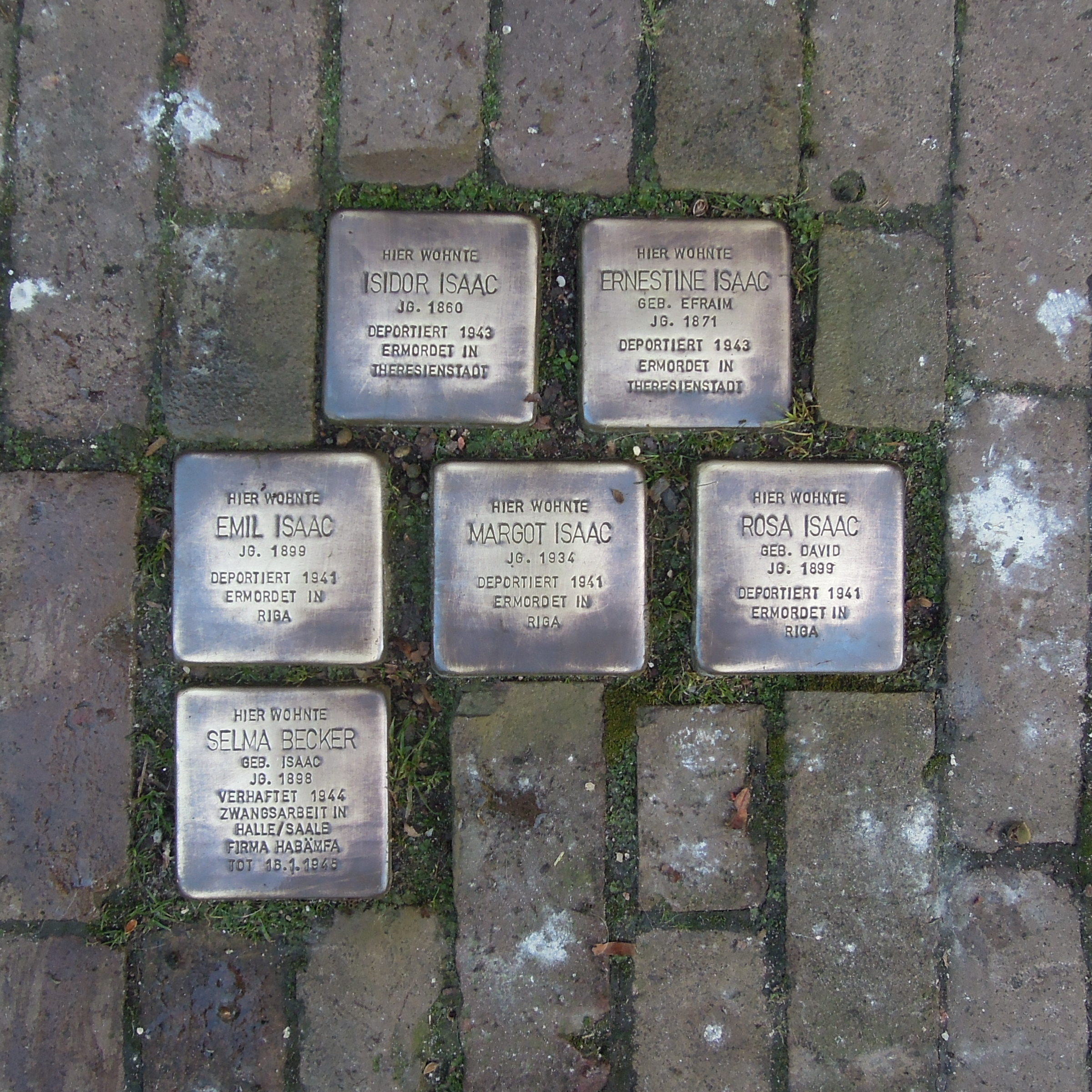
Auf dem Kirchplatz 14 lebte die Familie Isaac

Nach dem Zweiten Weltkrieg fand eine Auseinandersetzung mit der Zeit des Nationalsozialismus zunächst nicht oder nur vereinzelt statt. Erst etwa ab dem Jahr 1980 waren verschiedene Bemühungen der Auseinandersetzung mit dieser dunklen Epoche der Stadt erkennbar. In Rees wurde das jüdische Gemeindeleben ausgelöscht. Im Ortsteil Rees-Haldern wohnten seit 1948 zwei Brüder jüdischen Glaubens: Moritz und Erich Plaat. Moritz Plaat starb im Jahr 1970. Erich Plaat wurde 1979 auf dem neuen jüdischen Friedhof beigesetzt.

Das Gebäude der ehemaligen Synagoge ist heute weiterhin im Besitz der Stadt und dient als Wohnhaus. Eine schlichte Gedenktafel am Haus Oberstadt 16 erinnert an die Synagoge. Die Inschrift lautet:
„An dieser Stelle stand seit etwa 1840 die Synagoge der ehemaligen jüdischen Gemeinde von Rees. Sie wurde im Februar 1945 bei einem Bombenangriff auf Rees zerstört.“
Im Jahr 1997 wurde der alte jüdische Friedhof von der Stadt unter Denkmalschutz gestellt.
Seit 2009 erinnern ca. 35 sogenannte „Stolpersteine“ an ehemalige jüdische Bewohner der Stadt. Im Koenraad-Bosman-Museum werden seit 2014 im Raum „Jüdische Traditionen“ Fundstücke gezeigt, die vor der Vernichtung bewahrt werden konnten; darunter befinden sich auch ein Tora-Fragment und einige Gebetbücher.
In Erinnerung an die Verfolgung und Ermordung der jüdischen Mitbürger von Rees und an die Opfer des Zwangsarbeiterlagers in Rees-Groin findet jährlich am 9. November eine Gedenkfeier am Mahnmal am Reeser Stadtgarten statt.

## Synagoge Rees

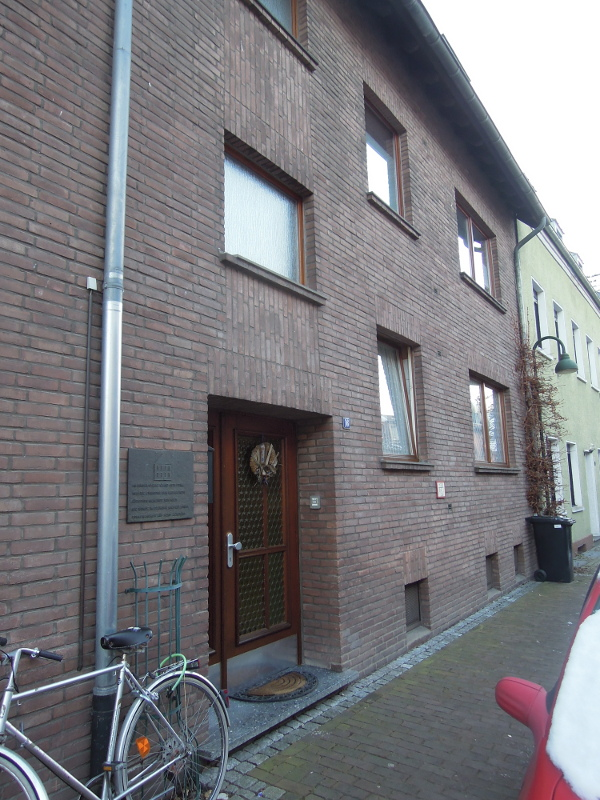
Oberstadt 16 – Dieses Haus war von 1840 bis 1938 das Gemeindezentrum der jüdischen Gemeinde Rees. Zuletzt wohnte dort die jüdische Familie Sander

In der Wasserstraße existierte bereits im 17. Jahrhundert ein erstes jüdisches Bethaus. Im Jahr 1680 wurde dieses Bethaus durch ein Rhein-Hochwasser zerstört, Kultgegenstände und das Haus wurden von den Fluten weggeschwemmt.
1840 wurde ein Synagogenraum für die ca. 130 Personen der Gemeinde mit Schule, Lehrerwohnung und Mikwe im Haus Oberstadt 16 eingerichtet. Der Synagogenraum, der etwa 75 Personen Platz bot, war im Obergeschoss des Gebäudes. Im Erdgeschoss des Gebäudes befanden sich die einklassige jüdische Elementarschule und die Lehrerwohnung sowie im hinteren Bereich eine Mikwe.

In der Pogromnacht von 1938 wurde die Synagoge von den Nationalsozialisten geplündert und auch die im Erdgeschoss liegende Wohnung der dort lebenden jüdischen Familie unbewohnbar gemacht. Im Jahr 1941 ging das Synagogenhaus zwangsweise in das Eigentum der Stadt Rees über und wurde auch nach 1945 nicht zurückgegeben. In der Zeit des Zweiten Weltkrieges diente das Haus als Lager. Eine Synagogengemeinde existiert seit 1938 in Rees nicht mehr. Nach dem Krieg lebten noch einzelne jüdische Mitbürger in der Stadt, die aber vor 1980 verstorben sind. Das profanierte Gebäude ist heute noch im Besitz der Stadt und dient als Wohnhaus für drei Mietparteien. Eine schlichte Gedenk-Plakette erinnert an die frühere Synagoge. Die Inschrift lautet:
„An dieser Stelle stand seit etwa 1840 die Synagoge der ehemaligen jüdischen Gemeinde von Rees. Sie wurde im Februar 1945 bei einem Bombenangriff auf Rees zerstört.“

## Synagogenbezirk Rees
1847 fand die Zusammenstellung der Statuten für die Synagogengemeinde Rees statt. Nach dem preußischen Judengesetz wurde 1847 der Synagogenbezirk Rees mit Sitz in Rees geschaffen. Diesem preußischen Synagogenbezirk gehörten neben der jüdischen Gemeinde in Rees auch die Juden in Elten, Emmerich, Haldern, Hasselt und Isselburg an. Im Jahr 1850 bestand die Gemeinde in Rees aus ca. 150 Gläubigen.
1854 war die Konstituierung der Synagogengemeinde Rees mit den Städten und Ortschaften Emmerich, Isselburg, Haldern, Elten, Hasselt und Millingen.
Im Jahre 1911 zerstörte eine Feuersbrunst das Synagogengebäude in der Oberstadt, das aber kurze Zeit später wieder aufgebaut wurde. Im Jahr 1925 lebten in Rees 41 Juden, die jüdische Gemeinde bestand insgesamt aus 59 Gläubigen.
Im Jahr 1932/1933 bildeten Isidor Wolff (1. Vorsitzender, 1877–1937), Hermann Cussel (2. Vorsitzender, 1897–1965) und Isidor Isaac (3. Vorsitzender, 1860–1943; ermordet im Theresienstadt) den Vorstand der Synagogengemeinde, während Meier Levisohn (1862–1935) religiöser Vorsteher, Lehrer und Kantor der Gemeinde war.

## Die jüdische Volksschule Rees – Kantoren und Lehrer
Da die jüdische Gemeinde in Rees im Jahr 1840 auf 130 Personen angewachsen war, entschloss sich der Gemeindevorstand, im Gemeindezentrum in der Oberstadt 16 eine einklassige jüdische Volksschule (Elementarschule) für die Schüler der Synagogengemeinde Rees einzurichten. Die vier Lehrer, gleichzeitig auch Kantoren der Synagogengemeinde, waren Abraham Hermanns (von 1840 bis 1866), Isidor Gutmann (von 1866 bis 1874), Levi Cohen (von 1874 bis 1900) und Meier Levisohn (von 1900 bis 1935). Im August 1900 feierte der Lehrer Levi Cohen sein 50. Dienstjubiläum. Nach einem Festgottesdienst in der Synagoge fand die öffentliche Feier mit zahlreichen Gratulanten im Restaurant Fischer (Dresen) am Rhein statt.
Die jüdische Schule wurde Anfang der 1920er Jahre geschlossen; Gründe für die Schließung sind nicht bekannt. Seitdem besuchten die Schüler die evangelische Volksschule am Markt. Ab 1937 wurde ihnen der Schulbesuch dort verboten und die Kinder wurden auf die jüdische Schule nach Bocholt geschickt.

## Jüdische Gemeinden in Nordrhein-Westfalen
Aufgrund der Shoa leben heute nur noch wenige Jüdinnen und Juden in Deutschland (0,2 % der Bevölkerung). Jüdisches Leben ist wegen der größeren Anonymität (Antisemitismus nach 1945) hauptsächlich in den Großstädten angesiedelt. Die Anzahl der jüdischen Gemeindemitglieder liegt in Deutschland bei etwa 98.000 (2017)
Jüdische Synagogen gibt es innerhalb von Nordrhein-Westfalen hauptsächlich in den größeren Städten, zurzeit in Paderborn, Bielefeld, Münster, Dortmund, Bochum, Gelsenkirchen, Essen, Duisburg, Krefeld, Bonn, Aachen, Köln, Bonn, Düsseldorf und Wuppertal.
Die jüdischen Gemeindemitglieder am unteren Niederrhein, wozu Rees und Umgebung gehört, sind der orthodoxen Gemeinde in Duisburg-Mülheim-Oberhausen (Duisburg), der Liberale Jüdische Gemeinde Ruhrgebiet „Perusch“ Oberhausen oder den Gemeinden aus Krefeld (orthodox), Düsseldorf (orthodox u. liberal) oder Mönchengladbach angeschlossen. Die Zahl der Juden in diesen Gemeinden beträgt 2017 etwa 11.000 Gläubige.